# Boztepe (Berg, Ordu)
Boztepe ist ein 550 m hoher Berg am nahe gelegenen Dorf gleichen Namens in der türkischen Provinz Ordu in der Schwarzmeerregion. Auf der Spitze liegt ein Restaurant mit Blick über die Stadt Altınordu und das Schwarze Meer. Im Juni 2012 wurde eine Seilbahn (türkisch: teleferik) zwischen der Stadt Ordu und dem Berg Boztepe in Dienst gestellt.